# Roméo Dallaire

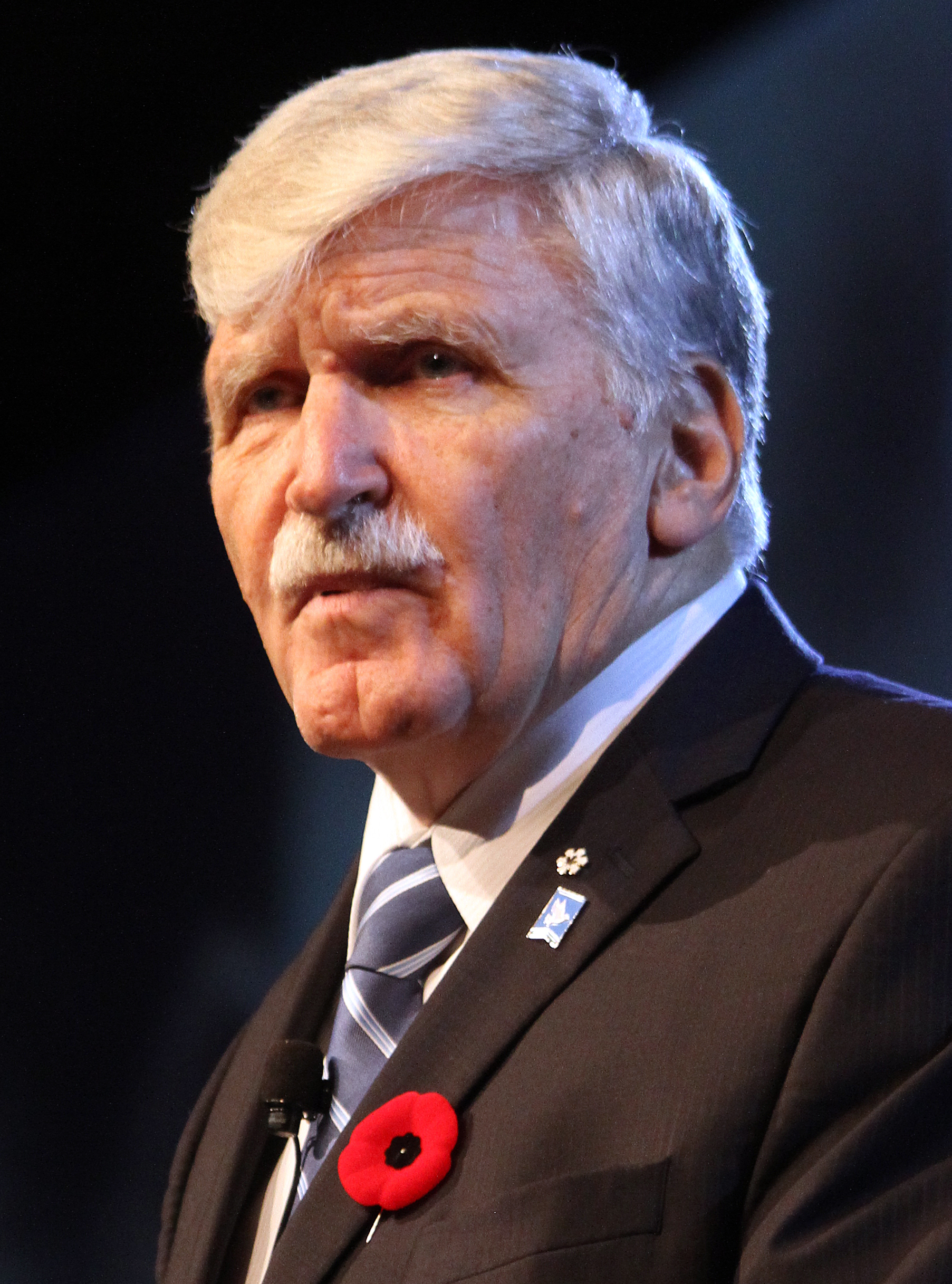
Roméo Dallaire (2017)

Roméo Antonius Dallaire (* 25. Juni 1946 in Denekamp, Niederlande) ist ein kanadischer General und Politiker. Dallaire war von 1993 bis 1994 als damaliger Generalmajor der kanadischen Truppen Kommandeur der Blauhelmtruppen der Vereinten Nationen bei der UNAMIR-Mission in Ruanda. In dieser Funktion versuchte er vergeblich, den Völkermord an den Tutsi zu verhindern. Von 2005 bis 2014 war er Senator der Liberalen Partei im kanadischen Senat für die Provinz Québec.

## Leben
Roméo Dallaire wurde 1946 in Denekamp, Niederlande, als Sohn des Unteroffiziers der Kanadischen Streitkräfte Roméo Dallaire und der Niederländerin Catherine Vermaesen geboren. Nach der Rückbeorderung seines Vaters in die Heimat, folgten er und seine Mutter und immigrierten nach Kanada. Sie zogen nach Montreal, wo Dallaire seine Kindheit verbrachte.

### Militärische Laufbahn bei den Kanadischen Streitkräften
Dallaire entschloss sich seinem Vater folgend in die Kanadische Armee einzutreten. 1964 kam er als Kadett an das Royal Military College Saint-Jean. 1969 schloss er das Royal Military College of Canada mit einem Bachelor of Science ab und wurde anschließend zur Artillerie der Canadian Army abkommandiert. Er besuchte weiterhin das Canadian Land Force Command and Staff College, das US Marine Corps Command and Staff College und den British Higher Command and Staff Course, welcher an der Defence Academy of the United Kingdom gehalten wird.
Später wurde er Regimentskommandeur und am 3. Juli 1989 zum Brigadegeneral befördert. Anschließend kommandierte er bis 1991 das Royal Military College Saint-Jean und darauf folgend die 5. Mechanisierte Brigadegruppe (5 Canadian Mechanized Brigade Group), bevor er 1993 das Kommando über die United Nations Observer Mission Uganda-Rwanda (UNOMUR) und die United Nations Assistance Mission for Rwanda (UNAMIR) erhielt.

### Einsatz in Ruanda

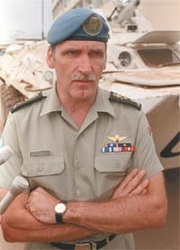
Dallaire als Offizier der Blauhelmtruppe in Ruanda vor einem UN-Transportpanzer

1994 fand in Ruanda der größte Völkermord nach dem Zweiten Weltkrieg statt, der Völkermord an den Tutsi. Binnen 100 Tagen wurden zwischen 800.000 und einer Million Menschen ermordet. In einem späteren Bericht schrieb Dallaire, dass er mit 5.000 Mann den Völkermord der Hutu an den Tutsi vermutlich hätte stoppen können. Ab dem 24. April 1994 sprach Dallaire in seinen Berichten an das Hauptquartier der UN nicht mehr von Massakern oder ethnischen Massenmorden, sondern von Völkermord und wollte damit die Weltgemeinschaft zum Handeln verpflichten. Dass die UN den eindringlichen Bitten Dallaires nicht nachkam, lag nicht zuletzt an den Vetomächten im UN-Sicherheitsrat. Insbesondere die USA vermieden den Gebrauch des Wortes Völkermord, da ein solcher die UN laut Charta zum Eingreifen gezwungen hätte. Die Vereinigten Staaten hatten auf Grund der Ereignisse in Somalia 1993 (Operation Irene) Einsätze in Afrika eingeschränkt. Auch Frankreich scheute vor einem Eingreifen gegen die von ihnen unterstützte, ausgebildete und ausgerüstete Armee des Landes, die von Hutu dominiert wurde, zurück.
Zu den ersten Opfern des Völkermordes in Ruanda zählte Agathe Uwilingiyimana, die Premierministerin Ruandas und legitime Nachfolgerin des am 6. April 1994 getöteten Präsidenten Juvénal Habyarimana. Fünfzehn von Dallaire beauftragte ghanaische und belgische Blauhelmsoldaten wurden bei dem Versuch, sie vor ihrer Ermordung zu schützen, festgenommen. Während die fünf ghanaischen Soldaten später freigelassen wurden, überließ man die zehn belgischen Soldaten einer wütenden Menge, die sie misshandelte und tötete. Angesichts der Ermordung seiner Soldaten zog Belgien sein Truppenkontingent fluchtartig aus Ruanda ab. Dallaire verlor damit seine am besten ausgebildeten und ausgerüsteten Soldaten. Er wollte noch immer eine Verstärkung der UNAMIR erreichen, bemühte sich aber vergeblich um eine Änderung des auf Kapitel VI der UN-Charta beruhenden Mandats. Stattdessen beschloss der UN-Sicherheitsrat am 21. April 1994, den größten Teil des UNAMIR-Kontingents aus dem Land abzuziehen, da der Waffenstillstand als gescheitert angesehen wurde. Dallaire blieb gegen die Weisung aus dem UN-Hauptquartier in New York mit einer symbolischen Präsenz von 270 Soldaten in Kigali zurück. Im Rahmen der Möglichkeiten bemühte er sich, trotz der ihm auferlegten Zurückhaltung mit seinen verbliebenen Truppen während des Völkermordes Präsenz zu zeigen und konnte in sehr begrenztem Maße Sicherheitszonen schaffen.

### Karriere nach Ruanda
Nach seinem Einsatz bei der UNAMIR erhielt er den Posten als Kommandeur der 1. kanadischen Division (1st Canadian Division) und wurde stellvertretender Kommandeur der Landstreitkräfte.
1998 erfolgte seine Beförderung als Generalleutnant (Lieutenant general) und es folgten verschiedene Verwendungen im Hauptquartier der Kanadischen Streitkräfte, bis er 2000 entlassen wurde.

### Entlassung aus der Armee und zivile Karriere
Nach den Erlebnissen in Ruanda unter einer Posttraumatischen Belastungsstörung leidend, wurde Dallaire im Jahre 2000 aus der kanadischen Armee entlassen. In der Überzeugung, eine Mitschuld am Genozid in Ruanda zu tragen, unternahm Dallaire zwei Selbstmordversuche. Die Aussage von Dallaire vor dem ICTR im Februar 1998 und das Ergebnis eines offiziellen Untersuchungsberichtes der UN bestätigen die Vorwürfe unterlassener Hilfeleistung an das System der Vereinten Nationen. Dallaire machte die Mitglieder des Weltsicherheitsrates, der Generalversammlung und im Besonderen die belgische Regierung für den Genozid in Ruanda mitverantwortlich. Im Jahr 2003 veröffentlichte er das Buch Shake Hands with the Devil: The Failure of Humanity in Rwanda, in dem er sich intensiv mit den Ereignissen des Jahres 1994 auseinandersetzt und die Rolle der Völkergemeinschaft in diesem Konflikt noch ausführlicher darstellt. Die deutsche Übersetzung Handschlag mit dem Teufel: Die Mitschuld der Weltgemeinschaft am Völkermord in Ruanda erschien 2005.
2005 wurde Dallaire von Premierminister Paul Martin zum Senator im kanadischen Senat ernannt. Dort vertrat er als liberaler Politiker die Provinz Québec. 2008 schloss sich Dallaire der Forderung nach Einrichtung einer Parlamentarischen Versammlung bei den Vereinten Nationen an. Am 17. Juni 2014 trat er von seinem Amt als Senator zurück.
Heute engagiert er sich vor allem gegen den Einsatz von Kindersoldaten.

## Privates
Dallaire ist verheiratet und hat drei Kinder.

## Auszeichnungen

### Militärische Auszeichnungen und Ehrenzeichen
- Order of Canada (OC)
- Order of Military Merit (CMM)
- Order of St John (OStJ)
- National Order of Quebec (GOQ)
- Meritorious Service Cross (MSC)
- Special Service Medal
- Canadian Peacekeeping Service Medal
- UNOMUR Medal
- UNAMIR Medal
- Queen Elizabeth II Golden Jubilee Medal
- Queen Elizabeth II Diamond Jubilee Medal
- Canadian Forces Decoration (CD)
- Legion of Merit (USA)

### Sonstige Auszeichnungen
- 2003: Shaughnessy Cohen Prize for political writing, verliehen von Writers' Trust of Canada[7]
- 2004: Governor General’s Literary Award for Non-Fiction
- 2014: Elie Wiesel Award, ausgestellt vom United States Holocaust Memorial Museum
- 2015: Calgary Friedenspreis vom Konsortium für Peace Studies an der University of Calgary

## Dokumentation und Film

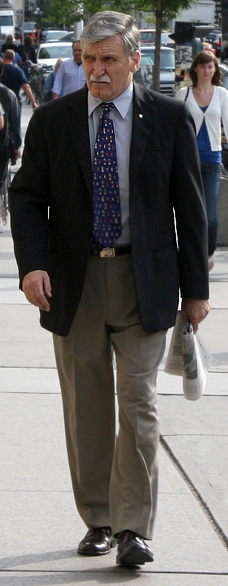
Dallaire 2007 auf dem Toronto International Film Festival

2002 erschien der Dokumentarfilm Zur Schuld verdammt (Originaltitel: The Last Just Man) von Steven Silver.
Im Film Hotel Ruanda diente Roméo Dallaire als Vorlage für die Figur des Colonel Oliver (gespielt von Nick Nolte). Ebenfalls im Jahr 2004 wurden die Dokumentarfilme Shake Hands with the Devil – The Journey of Roméo Dallaire und The Ghosts of Rwanda mit Roméo Dallaire veröffentlicht.
2007 erschien das kanadische Drama Shake Hands with the Devil, welches ebenfalls auf Dallaires Buch basiert und 2007 auf dem Toronto International Film Festival das erste Mal der Öffentlichkeit präsentiert wurde.

## Zitate
„Ich weiß, dass es einen Gott gibt, […], weil ich in Ruanda dem Teufel die Hand geschüttelt habe. Ich habe ihn gesehen, gerochen und berührt. Ich weiß, dass es den Teufel gibt, und deshalb weiß ich, dass es einen Gott gibt.“

## Bücher

### Bücher von Roméo Dallaire
- Shake Hands with the Devil: The Failure Of Humanity In Rwanda. Random House Canada, Toronto 2003 ISBN 0-679-31171-8[9]
  - Übers. Andreas Simon dos Santos: Handschlag mit dem Teufel. Die Mitschuld der Weltgemeinschaft am Völkermord in Ruanda. Zweitausendeins, Frankfurt 2005 ISBN 3-86150-724-2; TB 2009; wieder Zu Klampen Verlag, Springe 2008 ISBN 978-3-86674-023-5
- (mit Jessica Dee Humphreys:) They Fight Like Soldiers, They Die Like Children.  The global quest to eradicate the use of child soldiers. Random House Canada, Toronto 2010, ISBN 978-0-307-35577-5.
- (mit Jessica Dee Humphreys:) Waiting for First Light: My Ongoing Battle with PTSD. Random House Canada, Toronto 2016, ISBN 978-0-345-81443-2.

### Bücher über Roméo Dallaire
- Carol Off: The Lion, the Fox, and the Eagle: a story of generals and justice in Rwanda and Yugoslavia. Vintage Canada, 2001, ISBN 978-0-679-31138-6.
- Samantha Power: A Problem from Hell: America and the Age of Genocide. Basic Books, 2013, ISBN 978-0-465-06151-8.